# Y, Сома
Y (изговара се [i]) је општина у Сома департману у О де Франс у сјеверном дјелу Француске.
Y носи најкраће име у Француској, и једно од најкраћих у свијету. Становници зову себе Ypsilonien(ne)s, од Грчког слова from the Greek letter Ипсилон које изгледа као слово Y.

## Географија
Y се налази 50 км источно од Амјен, на раскрсници путева D15 и D615, у горњем источном дјелу департмана.

## Демографија
| 1962. | 1968. | 1975. | 1982. | 1990. | 1999. | 2006. | 2014. |
| ----- | ----- | ----- | ----- | ----- | ----- | ----- | ----- |
| 109   | 116   | 86    | 90    | 82    | 89    | 86    | 94    |